# Hydnocarpus macrocarpa
Hydnocarpus macrocarpa är en tvåhjärtbladig växtart som först beskrevs av Richard Henry Beddome, och fick sitt nu gällande namn av Otto Warburg. Hydnocarpus macrocarpa ingår i släktet Hydnocarpus och familjen Achariaceae. Inga underarter finns listade i Catalogue of Life.